# Liste der Monuments historiques in Braux (Aube)
Die Liste der Monuments historiques in Braux führt die Monuments historiques in der französischen Gemeinde Braux auf.

## Liste der Objekte
| Bezeichnung                          | Beschreibung                                                                                           | Standort                             | Kennzeichnung | Schutzstatus | Datum | Bild |
| ------------------------------------ | --- | ------------------------------------ | ------------- | ------------ | ----- | ---- |
| Gemälde Heiliger Martin              | Ölfarbe auf Leinwand, 18. Jahrhundert; verschwunden                                                    | in der Kirche St-Martin (Lage)       | PM10003655    | Inscrit      | 1983  |      |
| Bodenfliesen                         | in der Taufkapelle; aus dem 16. Jahrhundert                                                            | in der Kirche St-Martin (Lage)       | PM10003657    | Inscrit      | 1985  |      |
| Prozessionsstab Heiliger Martin      | Holz, farbig gefasst und vergoldet, 18. Jahrhundert                                                    | in der Kirche St-Martin (Lage)       | PM10003654    | Inscrit      | 1983  |      |
| Statuenreliquiar Heiliger Laurentius | Holz, farbig gefasst, 15. oder 16. Jahrhundert; im Musée Napoléon in Brienne-le-Château deponiert      | in der Kirche St-Martin (Lage)       | PM10000333    | Classé       | 1972  |      |
| Kirchenfenster                       | aus dem 16. Jahrhundert                                                                                | in der Kirche St-Martin (Lage)       | PM10000331    | Classé       | 1913  |      |
| Drei Skulpturen                      | Holz, farbig gefasst und vergoldet, 16. Jahrhundert; im Musée Napoléon in Brienne-le-Château deponiert | in der Kirche St-Martin (Lage)       | PM10003658    | Inscrit      | 1995  |      |
| Skulptur Heiliger Martin             | Kalkstein, 15. Jahrhundert                                                                             | außen an der Kirche St-Martin (Lage) | PM10003656    | Inscrit      | 1985  |      |
| Skulptur Madonna mit Kind            | Holz, farbig gefasst und vergoldet, 16. Jahrhundert; im Musée Napoléon in Brienne-le-Château deponiert | in der Kirche St-Martin (Lage)       | PM10000330    | Classé       | 1894  |      |
| Pietà                                | Kalkstein, 16. Jahrhundert                                                                             | in der Kirche St-Martin (Lage)       | PM10000332    | Classé       | 1925  |      |